# Waizenkirchen
Waizenkirchen – gmina targowa w Austrii, w kraju związkowym Górna Austria, w powiecie Grieskirchen. Liczy 3 641 mieszkańców.